# تايتن كوسونوكي
تايتن كوسونوكي (楠大典 كوسونوكي تايتن) (اسمه الحقيقي دايسكي فوكودا (	福田大典 فوكودا دايسكي)) هو ممثل ياباني ولد في 18 مارس 1967 في ماتشيدا، طوكيو.

## أدواره في الأنمي

### مسلسلات أنمي تلفزيونية
- ترانسفورمرز سايبرترون - أوبتيموس برايم
- أمير التنس - غينيتشيرو سانادا
- أمير التنس الجديد - غينيتشيرو سانادا
- جاينت كيلينغ - يوتارو ناتسوكي
- تايغر آند باني - أنطونيو لوبيز/روك بايسون
- ناروتو - إيبيكي مورينو
- ناروتو شيبودن - إيبيكي مورينو
- بليتش - إدوراد ليونيس، زوماري لورو
- يوغي GX - دون زالوغ
- فانتوم: ريكوييم فور ذا فانتوم - توني ستون
- دراغون بول كاي - نيل
- داركر ذان بلاك: المقاول الأسود - سويتشي إيسوزاكي
- داركر ذان بلاك: جوزاء النيزك - ليبانون
- آيشيلد 21 - أونيهي ياماموتو
- ماين ليب - المدير بارثولوميوس
- باكانو! - إيليان دوغر
- الأرجوحة الطائرة - مخرج مسلسل الدراما
- حفيد نوراريهيون: عاصمة العفاريت - غاشادوكورو
- البدلة المتنقلة جاندام إيج - سترار جواباران
- جاليلي دونا - روبرتو ماتيراتزي
- كود:بريكر - بانبا
- سأتحول إلى فتاة تسريحة الذيلين! - فريغيلدي
- غود إيتر - بيلور ساكاكي
- بلاك لاغون - بوريسو
- كنغدوم - مينغ وو

### أنمي الإنترنت
- تايغر آند باني 2 - أنطونيو لوبيز/روك بايسون

### أفلام أنمي
- فاينل فانتسي VII أدفنت تشيلدرن - رود
- ترايجان Badlands Rumble - شين
- تايغر آند باني The Beginning - أنطونيو لوبيز/روك بايسون
- تايغر آند باني The Rising - أنطونيو لوبيز/روك بايسون

## أدواره في ألعاب الفيديو
- سلسلة القنفذ سونيك
  - سونيك هيروز - إي-123 أوميغا
  - القنفذ شادو - إي-123 أوميغا
  - القنفذ سونيك (لعبة فيديو 2006) - إي-123 أوميغا
- غود إيتر - بيلور ساكاكي
- غود إيتر بورست - بيلور ساكاكي
- جوجوز بيزار أدفنتشر: أول ستار باتل - ليوني أباكيو
- تايغر آند باني: أون إير جاك - أنطونيو لوبيز/روك بايسون
- تايغر آند باني HERO'S DAY - أنطونيو لوبيز/روك بايسون

## أدواره في الدبلجة اليابانية
- سبايدرمان (1994) - كيرت كونورز/ليزارد، شوكر
- المتحولون - جاز
- جانغو الحر - جانغو
- السرعة والغضب 4 - دومينيك توريتو
- السرعة الخامسة - دومينيك توريتو
- سرعة وغضب 6 - دومينيك توريتو
- ترانسفورمرز: روبوتس إن ديسغايز - أوبتيموس برايم
- كاوبوي بيبوب (مسلسل 2021) - جيت بلاك
- متمردو حرب النجوم - دارث فيدر (الصوت الثاني)

## وصلات خارجية
- تايتن كوسونوكي على موقع IMDb (الإنجليزية)
- تايتن كوسونوكي على موقع قاعدة بيانات الفيلم (الإنجليزية)
- تايتن كوسونوكي على موقع ANN person (الإنجليزية)